# Звезда филм
Звезда филм Нови Сад је била друштвена радна организација и кинематографско предузеће са увоз, производњу и дистрибуцију филмова основано 1977. године у Новом Саду и са представништвом у Београду.
Учествовали су у производњи и око 20 домаћих филмских наслова који су постигли велику гледаност у домаћим биоскопима.
Рачун Звезда филма блокиран је 2007. У октобру 2010. на аукцији га купује "Aquetilus group" за четири милиона динара, а само четири месеца касније уговор се раскида, што резултира отварањем стечајног поступка.
Године 2011. објекти у власништву Звезда филма званично прелазе у власништво града Новог Сада и АП Војводине.
У имовину Звезда филма спадају следећи објекти:
- Биоскопске дворане "Звезда" (сада Аполо)
- "Народни биоскоп" (у Танурџићевој палати)
- "Јадран"
- "Арена"[1]
- "Летњи биоскоп" (у Католичкој порти)
- "Стражилово" у Сремским Карловцима
- "Дунав" у Петроварадину
- "Народни" у Футогу
- "Слован" у Кисачу

У власништву Звезда филма била је и зграда "Новосадског позоришта – Ујвидеки синхаз" у улици Јована Суботића у Новом Саду.
У организацији Звезда филма одржавао се филмски фестивал Новосадска арена.

## Продукција филмова
| Год.   | Назив                          | Улога                     |
| ------ | ------------------------------ | ------------------------- |
| 1970-е |                                |                           |
| 1977.  | Луде године                    | продуцент                 |
| 1978.  | Двобој за јужну пругу          | дистрибутер               |
| 1979.  | Другарчине                     | дистрибутер               |
| 1979.  | Пјевам дању, пјевам ноћу       | продуцент и дистрибутер   |
| 1980-е |                                |                           |
| 1980.  | Позоришна веза                 | продуцент и дистрибутер   |
| 1980.  | Дошло доба да се љубав проба   | продуцент и дистрибутер   |
| 1980.  | Мајстори, мајстори             |                           |
| 1981.  | Бановић Страхиња (филм)        |                           |
| 1981.  | Љуби, љуби, ал’ главу не губи  | продуцент и дистрибутер   |
| 1984.  | Рани снијег у Минхену          |                           |
| 1984.  | Шта се згоди кад се љубав роди | копродуцент и дистрибутер |
| 1986.  | Лијепе жене пролазе кроз град  |                           |
| 1986.  | Шпадијер - један живот         | копродуцент и дистрибутер |
| 1988.  | Тако се калио челик            | дистрибутер               |
| 1988.  | Ортаци                         | копродуцент               |
| 1984.  | Шпијун на штиклама             |                           |